# Single Sign-out
Unter Single Sign-out (SSO), auch als Single Sign-off, Single Log-out oder Single Log-off (SLO) bezeichnet, versteht man in der Webentwicklung ein Verhaltensmuster, welches es einem Client ermöglicht sich über einen zentralen Authentifizierungsgateway von mehreren Diensten gleichzeitig abzumelden.

## Varianten
OpenID Connect Session Management
Spezifikation für das Single Sign-out mittels JavaScript in Single-Page-Webanwendungen. Die JavaScript-Anwendung erhält hierbei eine Liste von URLs, welche die Anwendung über HTTP-Requests aufruft. Die Sessions können hierbei etwa mittels der DELETE-Methode gelöscht werden.
Alternativ kann auch ein iframe-Element oder img-Elemente verwendet werden, um den Browser zum Aufruf der URLs zu bringen. Hierbei wird jedoch nur die GET-Methode unterstützt.
OpenID Connect Front-Channel Logout
Hier registriert die Clientanwendung die URL zur Abmeldung am Authentifizierungsgateway. Bei der Abmeldung rendert der Authentifizierungsgateway die aufzurufenden URLs mittels eines iframe-Elements oder mittels img-Elementen, wodurch der Browser die Logout-URLs aufruft. Hierbei wird nur die GET-Methode unterstützt.
OpenID Connect Back-Channel Logout
Hier speichert der Authentifizierungsgateway an welchen Diensten sich der Client angemeldet hat. Bei der Abmeldung sendet der Authentifizierungsgateway ein Logout-Token an die jeweiligen Dienste.
Die Logout-Tokens basieren auf JSON Web Tokens (JWT) und sind mit Security Event Tokens (SET) kompatibel.